# Pararuellia napifera
Pararuellia napifera är en akantusväxtart som först beskrevs av Heinrich Zollinger, och fick sitt nu gällande namn av Cornelis Eliza Bertus Bremekamp och Nannenga-bremek.. Pararuellia napifera ingår i släktet Pararuellia och familjen akantusväxter. Inga underarter finns listade i Catalogue of Life.